# Arne Månsson
Arne Månsson (11 de novembro de 1925 - 2003) foi um futebolista sueco. Ele competiu na Copa do Mundo FIFA de 1950, sediada no Brasil, na qual a seleção de seu país terminou na terceira colocação.